# (59358) 1999 CL158
(59358) 1999 CL158 est un objet transneptunien faisant partie des cubewanos.

## Caractéristiques
1999 CL158 mesure environ 200 km de diamètre.

## Orbite
L'orbite de 1999 CL158 possède un demi-grand axe de 41,44 ua et une période orbitale d'environ 267 ans. Son périhélie l'amène à 32,776 ua du Soleil et son aphélie l'en éloigne de 50,105 ua. Il s'agit d'un cubewano.

## Découverte
1999 CL158 a été découvert le 11 février 1999.